# A Creature I Don't Know
A Creature I Don't Know è il terzo album discografico della cantautrice inglese Laura Marling, pubblicato nel settembre 2011 dalla Virgin Records.

## Descrizione
Il disco è stato annunciato negli giugno 2011 insieme ad un'anteprima di un brano e ad un video pubblicati su YouTube. Il primo singolo estratto dal disco è Sophia, diffuso per la prima volta il 25 luglio 2011 alla BBC Radio 1.
Dopo la pubblicazione di questo album, la Marling è stata paragonata da numerose riviste a Joni Mitchell.
L'album è stato inserito alla posizione #11 dei migliori dischi del 2011 sia per Mojo che per Uncut.

## Tracce
1. The Muse – 3:40
2. I Was Just a Card – 3:30
3. Don't Ask Me Why – 3:58
4. Salinas – 4:37
5. The Beast – 5:44
6. Night After Night – 5:08
7. My Friends – 3:58
8. Rest in the Bed – 3:08
9. Sophia – 4:51
10. All My Rage – 2:47
11. Flicker and Fail (iTunes bonus track)

## Formazione
- Laura Marling - voce, chitarra
- Pete Roe - harmonium, piano, chitarra
- Ruth De Turbeville - violoncello
- Graham Brown - contrabbasso, basso
- Marcus Hamblett - banjo, chitarra, corno, mandolino
- Matt Ingram - batteria

## Classifiche
- Official Albums Chart - #4[5]
- Irish Albums Chart - #8[6]
- Australia - #12[7]

## Certificazioni
- British Phonographic Industry - disco d'argento (oltre 60 000 copie vendute)[8]